# Gerhard Richter
Gerhard Richter (Dresden, 2. veljače 1932.) njemački je slikar i likovni umjetnik i jedan od pionira novog europskog slikarstva, koje je nastalo u drugoj polovici dvadesetog stoljeća. Poznat je po tome što se u njegovom djelu mogu pronaći figurativne fotorealistične, ali i apstraktne slike te fotografije i staklene komadi. Richter je također svoju kolekciju fotografija, koje su služile i služe kao predlošci za slike, pretvorio u poseban opus koji je nazvao Atlas. U svom slikarskom opusu slijedi primjer Picassa i Jean Arpa koji su smatrali nepotrebnim da umjetnik ostane vjeran jednom jedinom umjetničkom pravcu.
Njegova djela su visoko cijenjena, tako tako da je Richterova slika Abstraktes Bild („Apstraktna slika”) u listopadu 2012. godine prodata za 21 mlijun £ (34 milijuna $), što je tada bila najveća cijena slike nekog živućeg umjetnika. Rekord je oborila opet njegova slika, Domplatz, Mailand („Katedralni trg, Milano”), prodata za 24,4 milijuna £ (37,1 milijun $) u New Yorku 2013. god.

## Život i djelo
Richter je studirao na Akademiji likovnih umjetnosti u Dresdenu (Hochschule für Bildende Künste Dresden) od 1953. – 1957. god., nakon čegaje radio kao slikar reklama i scenografija. Godine 1961., bježi iz Istočne u Zapadnu Njemačku i seli se u Diseldorf, gdje je zajedno s Konradom Fischerom i Sigmarom Polkeom organizirao izložbu „Demonstracija jednog kapitalističkog realizma“. 
Njegovo djelo čine platna koja teže objektivnosti fotografije, međutim umjetnik ih nerijekto zamagljuje, briše šparhtlom ili drugim alatima tako da ostaje samo pokušaj ili privid stvarne slike. Kao razlog zamagljivanja slika Richter je naveo kako ne želi da njegove slike izgledaju isuviše realistično, s previše detalja i s nekim određenim stilom, već više bezlično i ujednačeno kao da ih je stvorio stroj U opusu slika utemeljenih na fotografijama Richter je obradio mnogobrojne teme, pejzaže, figure, portrete, mrtve prirode, itd. 
S druge strane stoji njegov apstraktni opus, gdje dominira gestualnost i gdje je svaki potez strogo kontroliran. Takav je i vitraj koji je bez naknade uradio za Kölnsku katedralu 2007. god., apstraktni kolaž veličine 113 m², a sastavljen od računalno raspoređenih 11.500 obojenih kvadrata koji podsjećaju na piksele u 72 boje; urađen po uzoru na njegovu sliku iz 1974. god. pod nazivom „4096 boja”.
Kao jedino Richterovo djelo u ovom mediju, film Volker Bradke je nastao za izložbu „Volker Bradke“ koja se održala 13. prosinca 1966. u Galerie Schmela u Düsseldorfu.
Za potrebe ove izložbe Gerhard Richter se obratio osobi Volker Bradke u različitim medijima. Osim fotografija, transparenta i velike slike Volkera Bradkea [CR: 133], prikazan je i film. Richter je u film prenio jednu od stilskih značajki svojih slika toga vremena: zamagljenost.
Esej Hubertusa Butina ispituje film u kontekstu ove izložbe. Analizira značenje zamućenja u filmu, uspoređujući ga posebno sa zamagljivanjem u grafici Gerharda Richtera.

## Vanjske poveznice
- Gerhard Richter, retrospektiva, Museum of Modern Art
- Gerhard Richter, Solomon R. Guggenheim Museum